# Pico Murcia

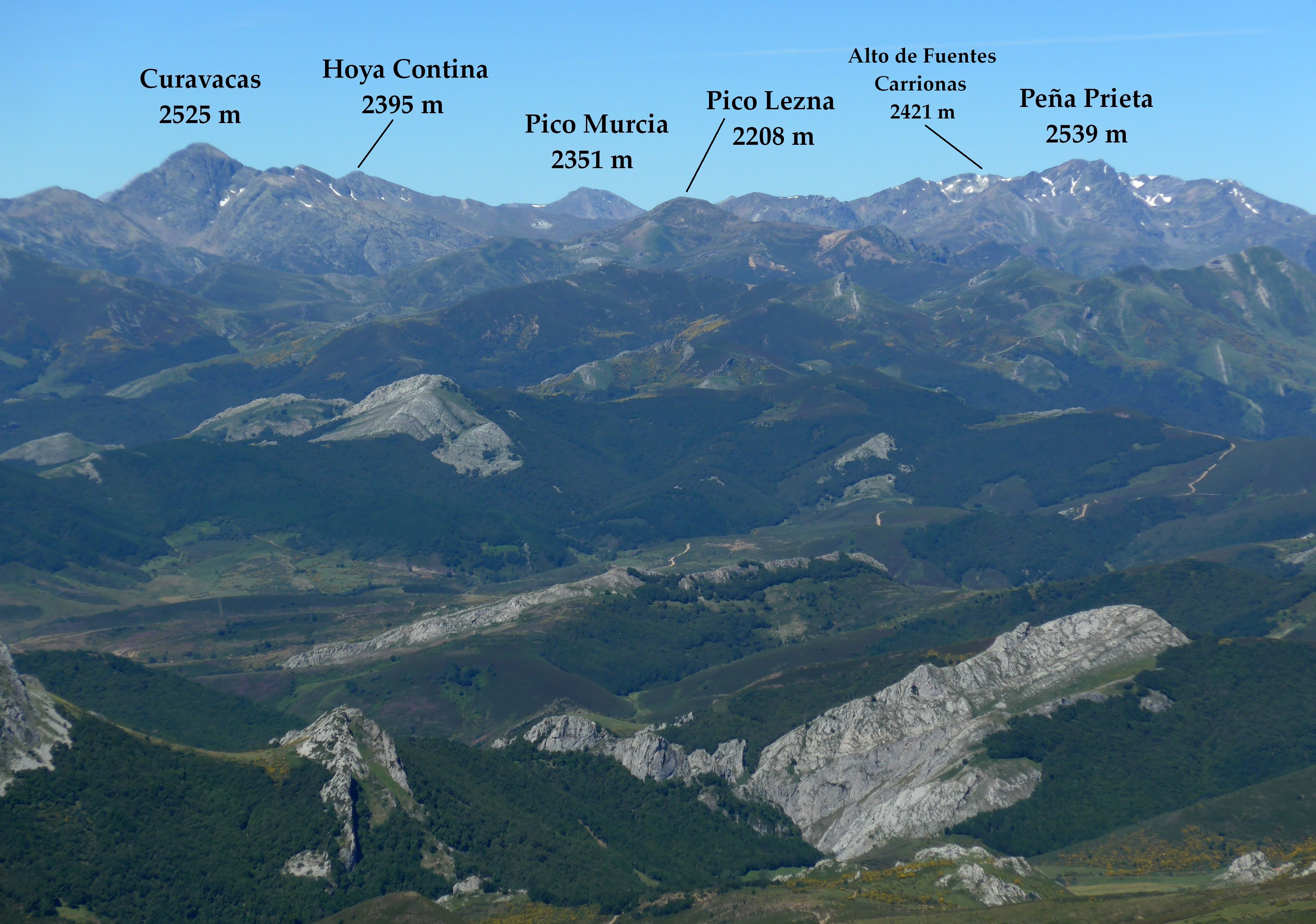
Vistas desde el Tres Mares hacia el pico Murcia y otras cumbres de la Montaña Palentina

El Pico Murcia (2352 m) es una de las mayores elevaciones de la Montaña Palentina, en las estribaciones de la cordillera Cantábrica (macizo de Fuentes Carrionas). Está situado junto al Espigüete, en la localidad de Cardaño de Arriba en el término municipal de Velilla del Río Carrión (España).
Su vértice geodésico constituye el límite entre la provincia de León y la provincia de Palencia

## Ubicación

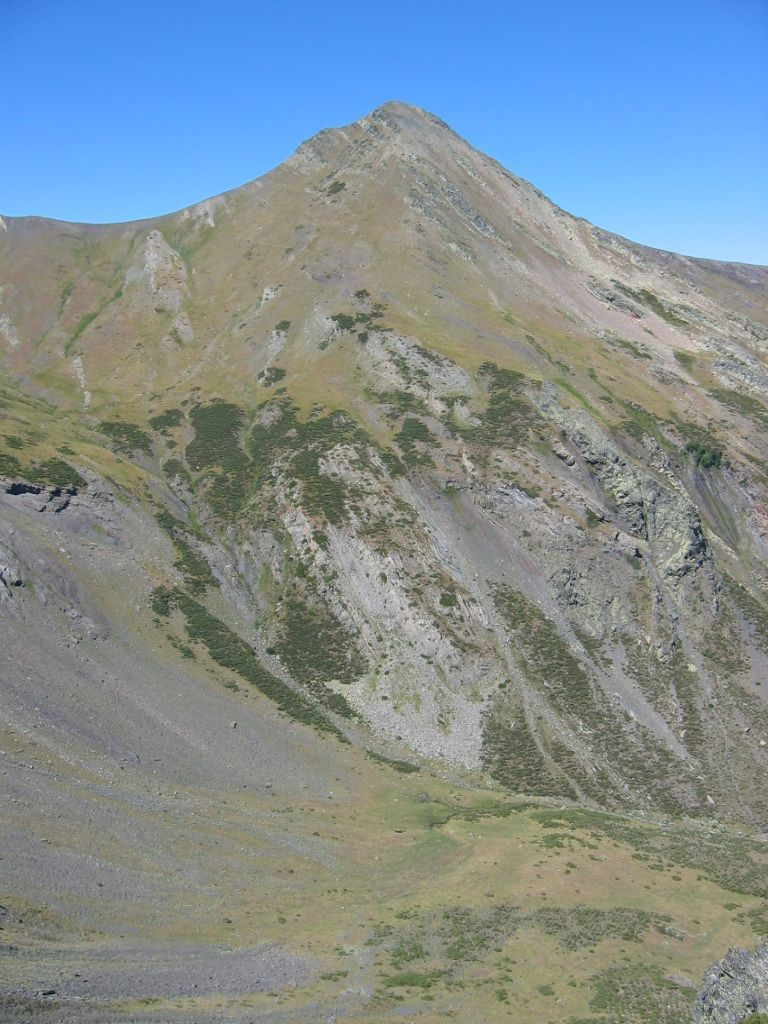
Panorámica del Murcia desde su parte inferior.

Está situado próximo a la localidad de Cardaño de Arriba, dentro del parque natural Montaña Palentina, a 28 km de Guardo y 128 km de Palencia. Su ubicación exacta es 42°58′49″N 4°47′38″O / 42.98028, -4.79389
Forma parte de un cordal por el que va unido con el Pico Cuartas y el Pico de Las Lomas, y que forma la divisoria con la provincia de León.

## Ascensión
La ruta más habitual para su ascensión parte de la localidad palentina de Cardaño de Arriba, también, debido a su situación, en el límite provincial con León, también es posible realizarlo desde Barniedo de la Reina por la parte leonesa. Partiendo de Cardaño de Arriba, la distancia recorrida es de 6 km, y se salva un desnivel de casi 1000 m. Desde su cima se pueden apreciar vistas del Espigüete, el circo glaciar de Cardaño, el sector de Peña Prieta, las montañas de Riaño y los Picos de Europa. En el alto se encuentran un vértice geodésico y un buzón.

## Accidentalidad
A pesar de que la dificultad de la ascensión está catalogada como media-baja, se han producido varios accidentes entre quienes han realizado la misma, especialmente durante el invierno.